# Salamon család (alapi)

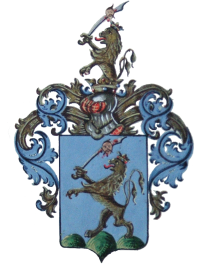
Családi címer

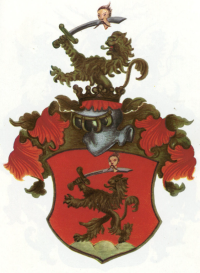
A bárói ág címere

A nemes és báró alapi Salamon régi magyar nemesi család, mely valószínűleg a Salamon nemzetségből ered.

## Története
Alkalmasint a Salamon nemzetség főtörzséből származhatnak, de később átköltözhettek Fejér vármegyei birtokukra, Alapra. Innen vehették később előnevüket. A család eredete vitatott, többen besenyő gyökerűnek mondják. A család egyes leszármazottai ma is élnek. Egészen a tizenöt éves háborúig Alapon éltek, majd az ország nyugati részére költöztek. Később azonban, a 18. században lassan visszaköltöztek a Salamonok a falujukba, és addig bérbeadott birtokaikat ismét kezelésbe vették. A családból Mihály 1816-ban bárói címet kapott.

## Jelentősebb tagjai
- Salamon Farkas (18. század)
- Salamon Mihály (18-19. század)

## Címer
Családi címer: kék mezőben zöld hármashalmon ágaskodó koronás arany oroszlán, jobb mellső lábában aranymarkolatú kivont kardot tart, melyre levágott vérző török fej van szúrva. Sisakdísz: kiemelkedő címerbéli oroszlán. Takarók: ezüst-kék.
A bárói ág címere némiképp eltér ettől. A pajzs vörös, illetve a takaró arany-vörös színe mellett az oroszlán fejéről hiányzik a korona.